# Distretto di Batna
Il distretto di Batna è un distretto della provincia di Batna, in Algeria, con capoluogo Batna.

## Comuni
Il distretto comprende i seguenti comuni:
- Batna
- Fesdis
- Oued Chaaba